# 苏赫罗布·霍贾耶夫
苏赫罗布·霍贾耶夫（1993年5月21日—），塔吉克斯坦、乌兹别克斯坦男子田径运动员，主攻链球，2018年亚洲运动会男子链球铜牌得主、2022年亚洲运动会男子链球铜牌得主。